# Evi Gelling
Evi Gelling is een langebaanschaatsster en marathonschaatsster uit Nederland.
In oktober 2021 nam Gelling deel aan de NK Afstanden 2022 op het onderdeel massastart.

## Records

### Persoonlijke records[4]
| Afstand    | Tijd    | Datum            | Baan       |
| ---------- | ------- | ---------------- | ---------- |
| 500 meter  | 41,64   | 13 december 2020 | Heerenveen |
| 1000 meter | 1.21,79 | 29 februari 2020 | Heerenveen |
| 1500 meter | 2.03,72 | 13 december 2020 | Heerenveen |
| 3000 meter | 4.20,47 | 7 februari 2021  | Heerenveen |

## Privé
Evi Gelling is de jongere zus van schaatser Daan Gelling.